# عملية إنزال فيازما
عملية إنزال فيازما كانت عملية إنزال جوي للجيش الأحمر في مؤخرة الخطوط الألمانية أثناء معاركة رجيف خلال الفترة من 18 يناير إلى 28 فبراير 1942.  كان هدف الإنزال الجوي هو مساعدة قوات جبهة كالينين والجبهة الغربية في تطويق وتدمير مجموعة الجيوش الوسط الألمانية. كانت العملية غير ناجحة وأسفرت عن خسارة معظم القوات التي هبطت. 